# III. Ammistamru
III. Ammistamru (esetleg II. Ammistamru) Ugarit királya volt i. e. 1260 – 1209 körül. Valószínűleg gyermekként került trónra. Felesége Bentesina leánya volt – talán Ehli-Nikal, de a válási dokumentum nem említi a feleség nevét –, ezzel a hettita uralkodóházzal is kapcsolatba került, mivel Bentesina másik leánya hettita herceg (Nerikkailisz) felesége volt, sógora, I. Sausgamuva pedig III. Hattuszilisz leányát vette feleségül.
Uralkodása alatt Föníciában békesség volt, az egyiptomiak és a hettiták a kádesi csata után nem keveredtek többet nyílt összecsapásba, majd a II. Ramszesz és III. Hattuszilisz között kötött szerződés a maradék ellentéteket is kisimította. Ugarit hosszú ideig utolsó harci cselekménye éppen a kádesi csata volt i. e. 1285 körül.
A külső háborúk helyett Ammistamru életét belső ellentétek nehezítették meg. Ismert egy levele, amelyben III. Tudhalijasz és a karkemisi alkirályság segítségét kéri anyja és testvérei ellen. Döntőbírónak Szarhurunuvaszt kérték fel. A vita Ammistamru javára dőlt el, testvérei Ciprus szigetére (akkor Alašiya) menekültek.
Ammistamru elvált Bentesina leányától (hazaküldte Amurrúba), és az ügyet ismét Karkemis alkirálya, I. Ini-Teszub próbálta elsimítani, a végeredményt azonban nem ismerjük. Ugarit és Amurru egy másik alkalommal Szijanni területi hovatartozásának kérdése miatt került konfliktushelyzetbe, a fegyveres összecsapásokat ismét Ini-Teszub döntőbíráskodása akadályozta meg. Az is elképzelhető azonban, hogy ez a két esemény valójában egy, és Szijanni lázadása azonos Ammistamru feleségének és két idősebb fiának lázadásával.
Ammistamru III. Arnuvandasz uralkodása idején halt meg, ezért a korszakban igen magasnak szánító életkort és hosszú uralkodási időt ért meg. Bentesina kapcsán trónra lépése i. e. 1260 környékére datálható, Arnuvandasz pedig i. e. 1209-ben kezdett uralkodni. Azért tekinthető szinte bizonyosnak, hogy megérte Arnuvandasz idejét, mert Ammistamru fia, VI. Ibiranu az ugariti trón átvételekor „megfeledkezett” a hettita király elé járulni.